# 千種タワーヒルズ
千種タワーヒルズ （ちくさタワーヒルズ） は、愛知県名古屋市千種区千種二丁目24-10にある超高層ビルである。

## 概要
サッポロビール名古屋工場跡の再開発千種アーススクエアのシンボルとして建設された東建コーポレーションが運営する高級賃貸タワーマンションである。
ルームサービス、ビジネスセンターやコンシェルジュによる様々なフロントサービスが提供されるシティホテル並みのサービスが特徴的である。
建築家黒川紀章の設計で、屋上の丸いヘリポートに見える外観が特徴的な吹上地区のランドマークである。
通り沿いのエントランス部には緩やかな局面の壁面で構成された低層部があり、歯科医院やレストランが入居していて、住民以外の一般客も利用している。
なお、同じホテル型高級賃貸タワーマンションである栄タワーヒルズが、2019年春に名古屋市中区栄3丁目に完成した。

## 近隣施設
- イオンタウン千種
- 吹上ホール
- 名古屋大学医学部付属病院・名古屋大学鶴舞キャンパス
- 介護老人保健施設 太陽

## 最寄駅
鶴舞駅と千種駅の中間にあり、吹上駅にも近い。
- JR中央本線・名古屋市営地下鉄鶴舞線 鶴舞駅
- JR中央本線・名古屋市営地下鉄東山線 千種駅
- 名古屋市営地下鉄桜通線 吹上駅